# Stephen Wray
Stephen Wray (auch Steve Wray; * 20. Mai 1962 in Nassau; † 22. Dezember 2009 südlich der Insel New Providence) war ein bahamaischer Hochspringer.
1982 gewann er Silber bei den Zentralamerika- und Karibikspielen in Havanna und bei den Commonwealth Games in Brisbane mit seiner persönlichen Bestleistung von 2,31 m. Bei den Leichtathletik-Weltmeisterschaften 1983 in Helsinki und bei den Olympischen Spielen 1984 in Los Angeles schied er in der Qualifikation aus.
Wray war Angestellter im Tourismusministerium. Am 22. Dezember unternahm er mit seinem Freund Gregory Johnson einen Ausflug in seinem Boot, um im Meer zu fischen. Nach einem Notruf wurde das gekenterte Boot gefunden, ohne eine Spur von seinen Insassen.